# Китовая крачка
Китовая крачка (лат. Sternula balaenarum) — вид птиц из семейства чайковых (Laridae). Подвидов не выделяют. Распространён в прибрежных  районах юга Африки (Ангола, Намибия и ЮАР). Зимой мигрирует в тропические регионы Африки.

## Описание
Китовая крачка достигает длины 23 см и массы 46 г, размах крыльев — около  51 см. В брачном оперении у взрослых особей чёрная шапочка простирается ото лба до затылка. Мантия, верхняя часть тела и верхняя часть хвоста светло-серые. Горло и нижняя часть тела серовато-белые. Окантовка внешних рулевых перьев белая. Клюв чёрный. Ноги тёмные. Вне сезона размножения у взрослых птиц белый лоб и верхняя часть головы с серовато-чёрными крапинками. У молодых особей серовато-коричневая верхняя часть головы, через глаз проходит тёмная полоса, маховые перья серые,  кроющие крыльев коричневого цвета с тёмной окантовкой.

## Размножение
Сезон размножения продолжается с конца октября до марта, изредка до июня. Китовые крачки гнездятся небольшими рыхлыми колониями, обычно состоящими менее чем из 40 пар. Гнёзда располагаются на гравийных и каменистых равнинах, солончаках и дюнах, иногда в защищенных бухтах и мелководных рифах, но часто на расстоянии в несколько километров вглубь страны. Гнездо представляет собой неглубокое углубление, выложенное крошками скорлупы или мелкими камнями. В кладке обычно одно, редко два яйца. Инкубационный период продолжается 18—22 дн. Птенцы оперяются через 20 дней, но ещё 2,5 месяца зависят от родителей.

## Миграции
После завершения периода размножения китовые крачки собираются в апреле на побережье Намибии в стаи из десятков, сотен, а иногда тысяч птиц и мигрируют на север до Нигерии и Ганы, где зимуют с июля по октябрь, что совпадает с приходом сильных приливов у берегов Ганы, которые приносят преднерестовую рыбу близко к берегу. Возвращаются в места размножения в сентябре и октябре. Некоторые особи остаются в местах размножения круглый год.

## Питание
Вне сезона размножения китовые крачки обычно питаются поодиночке на расстоянии 10—50 м между особями. В состав рациона  входят преимущественно мелкие рыбы (обычно длиной менее 50 мм), включая южноафриканскую кефаль (Chelon richardsonii) и капского анчоуса (Engraulis capensis), а также кальмары.